# Lackov
Lackov este o comună slovacă, aflată în districtul Krupina din regiunea Banská Bystrica, pe malul râului Litava River⁠(d). Localitatea se află la altitudinea de 483 m deasupra n.m., se întinde pe o suprafață de 6,68 km2 și în 2017 număra 102 locuitori.

## Istoric
Localitatea Lackov este atestată documentar din 1341.

## Demografie
| An:                | 1994 | 2004    | 2014    | 2024 |
| ------------------ | ---- | ------- | ------- | ---- |
| Număr de persoane: | 142  | 118     | 100     | 83   |
| Diferență:         |      | −16,90% | −15,25% | −17% |

| An:                | 2023 | 2024   |
| ------------------ | ---- | ------ |
| Număr de persoane: | 88   | 83     |
| Diferență:         |      | −5,68% |